# Spilosoma obliquizonata
Spilosoma obliquizonata är en fjärilsart som beskrevs av Miyake 1910. Spilosoma obliquizonata ingår i släktet Spilosoma och familjen björnspinnare. Inga underarter finns listade i Catalogue of Life.